# Ruhlsdorf, Nuthe-Urstromtal
För andra betydelser, se Ruhlsdorf.
Ruhlsdorf är en by i Tyskland som är administrativ huvudort i kommunen Nuthe-Urstromtal i Landkreis Teltow-Fläming, Brandenburg.Orten ligger omkring 3 km norr om staden Luckenwalde och hade 388 invånare (2011). Ruhlsdorf var en kommun innan 1993.
Ortens viktigaste byggnadsverk är den nygotiska bykyrkan, uppförd i tegel i början av 1900-talet. Bundesstrasse 101 (Berlin - Aue) passerar strax söder om orten vid Luckenwalde.